# Christof Hardmeier
Christof Hardmeier (* 2. November 1942 in Zürich; † 8. Mai 2020 in Berlin) war ein deutscher evangelischer Alttestamentler.

## Leben
Hardmeier studierte evangelische Theologie, Philosophie und Literaturwissenschaft in Zürich, Tübingen und Mainz. 1968 absolvierte er das Theoretisch-theologische Examen in Zürich. Von 1968 bis 1978 absolvierte er ein Zweitstudium in Linguistik und war Wissenschaftlicher Mitarbeiter in Heidelberg. 1975 promovierte er dort über Kritik der Formgeschichte auf texttheoretischer Basis am Beispiel der prophetischen Weheworte. 1976 legte er das Praktisch-theologische Examen in Zürich ab und wurde dort ordiniert.
1977–1993 folgte er dem Ruf als Dozent für Hebräisch mit Lehraufgaben im Fach AT an der Kirchlichen Hochschule Bethel und war von 1983 bis 1985 DFG-Stipendiat. 1988 folgte die Habilitation im Fach Altes Testament an der Universität Bielefeld mit einer Arbeit über Die Polemik gegen Ezechiel und Jeremia in den Hiskija-Jesaja-Erzählungen. Von 1993 bis 2008 war er Professor für Altes Testament an der Ernst-Moritz-Arndt-Universität Greifswald.
Christof Hardmeier gilt als ein Wegbereiter der biblischen Literaturwissenschaft und textpragmatischen Exegese.

## Ehrungen, Mitgliedschaften und Gastprofessuren
- 2002 Gastprofessur an der Universität Stellenbosch (Südafrika)
- 2003 Ehrenmitgliedschaft in der Alttestamentlichen Gesellschaft Südafrika (OTSSA / OTWSA)
- Mitglied der Wissenschaftlichen Gesellschaft für Theologie
- Mitglied der Society of Biblical Literature (SBL) und des European Seminar on Historical Methodology (ESHM)

## Veröffentlichungen
- Texttheorie und biblische Exegese. Zur rhetorischen Funktion der Trauermetaphorik in der Prophetie. München: Kaiser, 1978, ISBN 3-459-01113-0 (Dissertation).
- Prophetie im Streit vor dem Untergang Judas. Erzählkommunikative Studien zur Entstehungssituation der Jesaja- und Jeremiaerzählungen in II Reg 18-20 und Jer 37-40. Berlin/New York: De Gruyter 1990, ISBN 3-11-011735-5 (Habilitationsschrift).
- König Joschija in der Klimax des DtrG (2Reg 22f.) und das vordtr Dokument einer Kultreform am Residenzort (23,4-15*). In: Rüdiger Lux (Hrsg.): Erzählte Geschichte. Beiträge zur narrativen Kultur im alten Israel (=  Biblisch-theologische Studien. Band 40). Neukirchen-Vluyn: Neukirchener, 2000, S. 81–145.
- Textwelten der Bibel entdecken. Grundlagen und Verfahren einer textpragmatischen Literaturwissenschaft. 2 Bände. Gütersloh: Gütersloher, 2003/2004, ISBN 3-579-05449-X, ISBN 3-579-05447-3.
- Erzähldiskurs und Redepragmatik im Alten Testament: unterwegs zu einer performativen Theologie der Bibel. Tübingen: Mohr Siebeck, 2005, ISBN 3-16-148772-9.
- Realitätssinn und Gottesbezug: Geschichtstheologische und erkenntnisanthropologische Studien zu Genesis 22 und Jeremia 2-6. Neukirchen-Vluyn: Neukirchener, 2006, ISBN 3-7887-2182-0.
- Naturethik und biblische Schöpfungserzählung. Ein diskurstheoretischer und narrativ-hermeneutischer Brückenschlag. Gemeinsam mit Konrad Ott. Kohlhammer, Stuttgart 2015, ISBN 978-3-17-028352-7.